# Nachal Akrabim
Nachal Akrabim (hebrejsky: נחל עקרבים, doslova Vádí štírů) je vádí o délce cca 8 kilometrů ve východní části Negevské pouště v Izraeli.

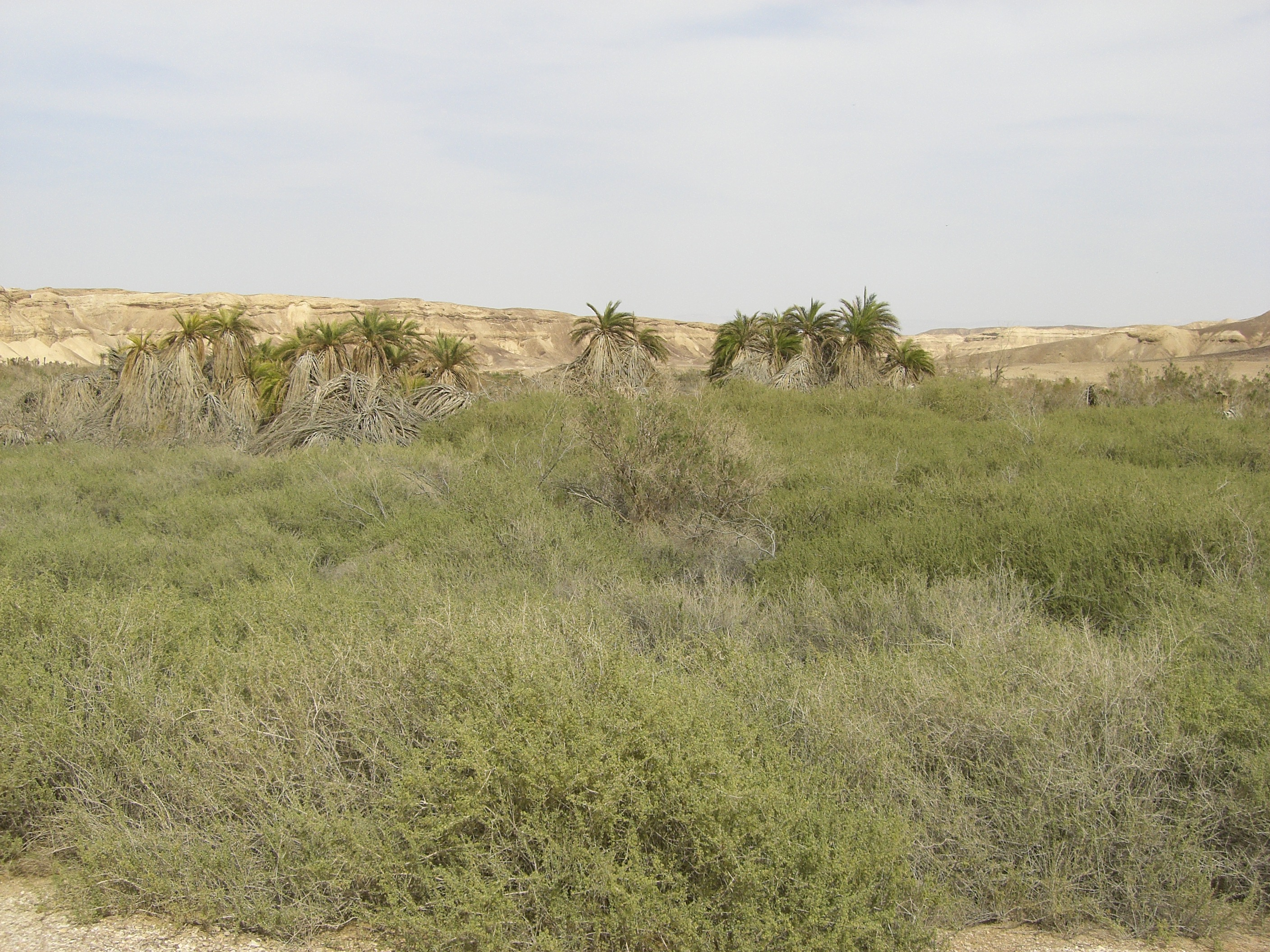
Pramen Ejn Akrabim u soutoku Nachal Akrabim a Nachal Cin

Začíná v nadmořské výšce okolo 400 metrů v západně od kráteru (respektive machteše) Machteš Katan v prostoru hornatiny Ma'ale Akrabim. Směřuje pak k jihu zcela neosídlenou krajinou, přičemž prudce klesá a zařezává se do okolního terénu. Ústí zleva do vádí Nachal Cin. Poblíž soutoku se nachází několik pramenů, zejména Ejn Akrabim.